# Atractocerus crassicornis
Atractocerus crassicornis is een keversoort uit de familie Lymexylidae. De wetenschappelijke naam van de soort is voor het eerst geldig gepubliceerd in 1931 door Clark.